# Pablo Hurtado
Pablo Hurtado Abaunza (San Luis Potosí, México 29 de agosto de 1981) es un músico y productor mexicano. Es el guitarrista de Camila.
Actualmente está casado con Romina Prado (hija de la reconocida diseñadora boliviana Rosita Hurtado) con quien tiene dos hijas, Ariana y Alaia Hurtado Prado.

## Biografía

### Carrera
Es el guitarrista y coproductor de Camila, se unió al proyecto poco antes de graduarse como productor e ingeniero de audio de la escuela Fermatta (entonces ligada al Berklee College of Music de Boston), lo que supuso un gran esfuerzo pues, justo al licenciarse, comenzó su primera gira. Nació en la Ciudad de México pero creció en San Luis Potosí.
Su educación musical se da a los cinco años de edad con el piano y al cumplir siete con la guitarra clásica. Participó de diversas bandas de covers tocando rock y se involucró en el teatro musical. A los 20 años regresó al DF para comenzar sus estudios en ingeniería.
Actualmente es patrocinado por la marca de guitarras PRS. Ha colaborado como coautor de varios temas en los tres álbumes de Camila (Todo cambió, Dejarte de amar, Elypse), lo que le ha permitido entrar en contacto con otros personajes de la música mundial. 
Actualmente reside en Los Ángeles, California, donde ha echado a andar su propio estudio de grabación, Cypress Overdrive Studios.

"Mi papel en Camila es más que ser guitarrista, hago arreglos y grabo todas las guitarras acústicas y eléctricas de los discos, trabajando como co-productor al lado de Mario Domm. Además son co-autor y compositor de varios temas. En la cuestión personal mis compañeros dicen que soy la balanza del grupo."

## Discografía

### Álbumes de estudio
- 2006: Todo cambió
- 2010: Dejarte de amar
- 2014: Elypse
- 2019: Hacia adentro

### Álbumes en vivo
- 2010:  MTV Unplugged (No oficial)

### Edición especial
- 2007: Todo cambió: Edición especial
- 2011: Dejarte de amar: Edición especial
- 2015: Elypse: Edición especial

### Sencillos
- «Abrázame»
- «Coleccionista de canciones»
- «Todo cambió»
- «Sólo para ti»
- «Yo quiero»
- «Mientes»
- «Aléjate de mí»
- «Bésame»
- «Entre tus alas»
- «De mí»
- «¿De qué me sirve la vida?»
- «Decidiste dejarme»
- «Perdón»
- «De Venus»
- «La vida entera»
- «Fucking Famous»